# Траунштайнська обсерваторія
Траунштайнська обсерваторія (нім. Sternwarte Traunstein) — приватна обсерваторія в освітньому центрі Святого Руперта в Траунштайні в Німеччині.

## Обсерваторія
Обсерваторію побудував в 1913 році хімік і промисловець Еміль Еренсбергер (1858—1940) у своїй віллі на околиці Траунштайна. Еренсбергер відіграв ключову роль у розробці хромонікелевої сталі, він був членом правління фірми Friedrich Krupp в Ессені, а також пристрасним астрономом-любителем.
Після смерті Еренсбергера та закінчення Другої світової війни віллу реквізувала армія США. У 1955 році донька Еренсбергера продала будівлю архідієцезії Мюнхена та Фрайзінга, яка перетворила її на навчальний заклад. Це дозволило зберегти оригінальні меблі будинку, включно з колекцією картин Еренсбергера та інструментами обсерваторії.
Нині обсерваторію підтримують волонтери. Її використовують для громадських екскурсій та вечорів спостережень. В будівлі представлена багата колекція історичних інструментів та документів.

## Інструменти
Будуючи обсерваторію, Еренсбергер вже мав цайссівський рефрактор з фокусною відстанню 164 см. Спеціально для обсерваторії він придбав кращий рефрактор з діаметром 175 мм і фокусною відстанню 261 см. Купол обсерваторії є обмідненою дерев'яною конструкцією 4,5 м заввишки і діаметром 4,5 м. Обсерваторія розташована на даху будівлі на висоті 17,5 м.